# Allorbimorphus
Allorbimorphus is een geslacht van isopoda-parasieten in de familie Bopyridae, en bevat de volgende soorten die voorkomen aan de kusten van Australië en Azië:
- Allorbimorphus australiensis Bourdon, 1976
- Allorbimorphus haigae Bourdon, 1976
- Allorbimorphus scabriculi Bourdon, 1976
- Allorbimorphus tuberculus An, Zhang & Li, 2012
- Allorbimorphus lamellosus Nierstrasz & Brender à Brandis, 1923